# Llista de Corts Catalanes

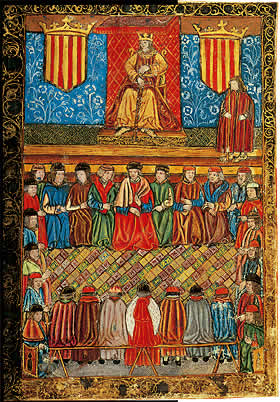
Corts Catalanes segons una miniatura d'un incunable del

El que segueix és la relació completa de les Corts Generals del Principat de Catalunya. Les Corts Catalanes van ser convocades a Cort General un total de 73 vegades entre els anys 1228 i 1705. Les Corts convocades a Montsó o Fraga eren també Corts Generals de la Corona d'Aragó.
| Rei               | Any       | Seu                                | Article                                              |
| ----------------- | --------- | ---------------------------------- | ---------------------------------------------------- |
| Jaume I           | 1218      | Vilafranca del Penedès i Barcelona | Corts de Vilafranca-Barcelona (1218)                 |
| Jaume I           | 1225      | Tortosa                            | Corts de Tortosa (1225)                              |
| Jaume I           | 1228      | Barcelona                          | Corts de Barcelona (1228)                            |
| Jaume I           | 1235      | Tarragona                          | Corts de Tarragona (1235)                            |
| Jaume I           | 1239      | Tarragona                          | Corts de Tarragona (1239)                            |
| Jaume I           | 1240-1241 | Girona                             | Corts de Girona (1240-1241)                          |
| Jaume I           | 1242      | Lleida                             | Corts de Lleida (1242)                               |
| Jaume I           | 1251      | Barcelona                          | Corts de Barcelona (1251)                            |
| Jaume I           | 1257      | Lleida                             | Corts de Lleida (1257)                               |
| Jaume I           | 1260      | Tarragona                          | Corts de Tarragona (1260)                            |
| Pere II           | 1283      | Barcelona                          | Corts de Barcelona (1283)                            |
| Alfons II         | 1289      | Montsó                             | Corts de Montsó (1289)                               |
| Jaume II          | 1291-1292 | Barcelona                          | Corts de Barcelona (1291-1292)                       |
| Jaume II          | 1300      | Barcelona                          | Corts de Barcelona (1300)                            |
| Jaume II          | 1301      | Lleida                             | Corts de Lleida (1301)                               |
| Jaume II          | 1307      | Montblanc                          | Corts de Montblanc (1307)                            |
| Jaume II          | 1311      | Barcelona                          | Corts de Barcelona (1311)                            |
| Jaume II          | 1321      | Girona                             | Corts de Girona (1321)                               |
| Jaume II          | 1325      | Barcelona                          | Corts de Barcelona (1325)                            |
| Alfons III        | 1333      | Montblanc                          | Corts de Montblanc (1333)                            |
| Pere III          | 1350-1351 | Perpinyà                           | Corts de Perpinyà (1350-1351)                        |
| Pere III          | 1356      | Perpinyà                           | Corts de Perpinyà (1356)                             |
| Pere III          | 1358-1359 | Barcelona, Vilafranca i Cervera    | Corts de Barcelona-Vilafranca-Cervera (1358-1359)    |
| Pere III          | 1362-1363 | Montsó                             | Corts de Montsó (1362-1363)                          |
| Pere III          | 1364      | Barcelona i Lleida                 | Corts de Barcelona-Lleida (1364)                     |
| Pere III          | 1365      | Tortosa                            | Corts de Tortosa (1365)                              |
| Pere III          | 1365      | Barcelona                          | Corts de Barcelona (1365)                            |
| Pere III          | 1367      | Vilafranca i Barcelona             | Corts de Vilafranca-Barcelona (1367)                 |
| Pere III          | 1368-1369 | Barcelona                          | Corts de Barcelona (1368-1369)                       |
| Pere III          | 1370-1371 | Tarragona, Montblanc i Tortosa     | Corts de Tarragona-Montblanc-Tortosa (1370-1371)     |
| Pere III          | 1372-1373 | Barcelona                          | Corts de Barcelona (1372-1373)                       |
| Pere III          | 1375      | Lleida                             | Corts de Lleida (1375)                               |
| Pere III          | 1376      | Montsó                             | Corts de Montsó (1376)                               |
| Pere III          | 1377-1378 | Barcelona                          | Corts de Barcelona (1377-1378)                       |
| Pere III          | 1379-1380 | Barcelona                          | Corts de Barcelona (1379-1380)                       |
| Pere III          | 1383-1384 | Montsó, Tamarit de Llitera i Fraga | Corts de Montsó-Tamarit de Llitera-Fraga (1383-1384) |
| Joan I el Caçador | 1388-1389 | Montsó                             | Corts de Montsó (1388-1389)                          |
| Martí I           | 1409      | Barcelona                          | Corts de Barcelona (1409)                            |
| Ferran I          | 1413      | Barcelona                          | Corts de Barcelona (1413)                            |
| Ferran I          | 1414      | Montblanc                          | Corts de Montblanc (1414)                            |
| Alfons IV         | 1419-1420 | Sant Cugat-Tortosa                 | Corts de Sant Cugat-Tortosa (1419-1420)              |
| Alfons IV         | 1421-1423 | Barcelona                          | Corts de Barcelona (1421-1423)                       |
| Alfons IV         | 1429-1430 | Tortosa                            | Corts de Tortosa (1429-1430)                         |
| Alfons IV         | 1431-1434 | Barcelona                          | Corts de Barcelona (1431-1434)                       |
| Alfons IV         | 1435      | Montsó                             | Corts de Montsó (1435)                               |
| Alfons IV         | 1436-1437 | Barcelona                          | Corts de Barcelona (1436-1437)                       |
| Alfons IV         | 1440      | Lleida                             | Corts de Lleida (1440)                               |
| Alfons IV         | 1442-1443 | Tortosa                            | Corts de Tortosa (1442-1443)                         |
| Alfons IV         | 1446-1448 | Barcelona                          | Corts de Barcelona (1446-1448)                       |
| Alfons IV         | 1449-1453 | Perpinyà, Vilafranca i Barcelona   | Corts de Perpinyà-Vilafranca-Barcelona (1449-1453)   |
| Alfons IV         | 1454-1458 | Barcelona                          | Corts de Barcelona (1454-1458)                       |
| Joan II           | 1459      | Fraga i Lleida                     | Corts de Fraga-Lleida (1459)                         |
| Joan II           | 1460      | Lleida                             | Corts de Lleida (1460)                               |
| Joan II           | 1470      | Montsó                             | Corts de Montsó (1470)                               |
| Joan II           | 1473-1479 | Perpinyà i Barcelona               | Corts de Perpinyà-Barcelona (1473-1479)              |
| Ferran II         | 1480-1481 | Barcelona                          | Corts de Barcelona (1480-1481)                       |
| Ferran II         | 1493      | Barcelona                          | Corts de Barcelona (1493)                            |
| Ferran II         | 1495      | Tortosa                            | Corts de Tortosa (1495)                              |
| Ferran II         | 1503      | Barcelona                          | Corts de Barcelona (1503)                            |
| Ferran II         | 1510      | Montsó                             | Corts de Montsó (1510)                               |
| Ferran II         | 1512      | Montsó                             | Corts de Montsó (1512)                               |
| Ferran II         | 1515      | Lleida                             | Corts de Lleida (1515)                               |
| Carles I          | 1519-1520 | Barcelona                          | Corts de Barcelona (1519-1520)                       |
| Carles I          | 1528      | Barcelona                          | Corts de Barcelona (1528)                            |
| Carles I          | 1533      | Montsó                             | Corts de Montsó (1533)                               |
| Carles I          | 1537      | Montsó                             | Corts de Montsó (1537)                               |
| Carles I          | 1542      | Montsó                             | Corts de Montsó (1542)                               |
| Carles I          | 1547      | Montsó                             | Corts de Montsó (1547)                               |
| Carles I          | 1553      | Montsó                             | Corts de Montsó (1553)                               |
| Felip I           | 1563-1564 | Montsó-Barcelona                   | Corts de Montsó-Barcelona (1563-1564)                |
| Felip I           | 1585      | Montsó-Binèfar                     | Corts de Montsó-Binèfar                              |
| Felip II          | 1599      | Barcelona                          | Corts de Barcelona (1599)                            |
| Felip III         | 1626      | Barcelona                          | Corts de Barcelona (1626)                            |
| Felip III         | 1632      | Barcelona                          | Corts de Barcelona (1632)                            |
| Felip III         | 1640      | Montblanc (no inaugurades)         | Corts de Montblanc (1640)                            |
| Felip IV          | 1701-1702 | Barcelona                          | Corts de Barcelona (1701-1702)                       |
| Carles III        | 1705-1706 | Barcelona                          | Corts de Barcelona (1705-1706)                       |